# 608
Évszázadok: 6. század – 7. század – 8. század
Évtizedek: 550-es évek – 560-as évek – 570-es évek – 580-as évek – 590-es évek – 600-as évek – 610-es évek – 620-as évek – 630-as évek – 640-es évek – 650-es évek
Évek: 603 – 604 – 605 – 606 –  607 – 608 – 609 – 610 – 611 – 612 – 613

## Események

### Bizánci Birodalom
- Észak-Afrika kormányzója, Hérakleiosz és azonos nevű fia (Priszkosz hadvezér támogatásával) fellázad Phókasz császár ellen és mindketten felveszik a consuli címet. A katonai diktatúrát bevezető, politikai leszámolásokkal elfoglalt Phókasz ellen Szíriában is lázonganak.
- A bizánci–perzsa háborúban a perzsák betörnek Örményországba, Kis-Ázsiába és Szíriába.
- Róma fórumán felállítják Phókasz oszlopát.
- IV. Bonifatius pápa szeptemberben megkapja a császár jóváhagyását és megválasztása óta közel egy év elteltével elfoglalhatja hivatalát.

### Kína
- Jang császár egymillió embert mozgósít a Sárga-folyótól a mai Pekingig húzódó csatorna építésére.

## Születések
- II. Charibert, Aquitánia királya
- Szent Filibert, a jumiègesi apátság alapítója

## Halálozások
- Áedán mac Gabráin, Dál Riata királya

## Fordítás
- Ez a szócikk részben vagy egészben  a(z)   608 című angol Wikipédia-szócikk ezen változatának fordításán alapul.  Az eredeti cikk szerkesztőit annak laptörténete sorolja fel. Ez a jelzés csupán a megfogalmazás eredetét és a szerzői jogokat jelzi, nem szolgál a cikkben szereplő információk forrásmegjelöléseként.